# Zoë Wanamaker
Zoë Wanamaker (New York, 1949. május 13. –) angol-amerikai színésznő. Legismertebb szerepe Susan Harper alakítása Az én kis családom (My Family) című sorozatban.

## Élete
Zoë New Yorkban született, édesanyja, Charlotte Holland rádiós műsorvezető és színésznő, édesapja Sam Wanamaker színész, filmrendező és rádiós producer, aki úgy döntött, hogy nem tér vissza az Egyesült Államokba, miután 1952-ben feketelistára tették.
Édesapja oldaláról zsidó származású, akinek családja Oroszországból származik. Egy 2009. február 4-én adásba került BBC dokumentumfilmben, a Who Do You Think You Are?-ban elmondta, hogy apai nagyapja, Morris Wanamaker (eredetileg Manus Watmacher, született 1895-ben) szabó volt Nyikolajevben, a mai Ukrajnában.

## Filmjei
| Év   | Cím                                                       | Eredeti cím                                                  | Szerep              |
| ---- | --------------------------------------------------------- | ------------------------------------------------------------ | ------------------- |
| 2013 | Agatha Christie: Poirot – Gyilkosvadászat                 | Agatha Christie: Poirot – Dead Man's Folly                   | Ariadne Oliver      |
| 2013 | Agatha Christie: Poirot – Az elefántok nem felejtenek     | Agatha Christie: Poirot – Elephants Can Remember             | Ariadne Oliver      |
| 2011 | Egy hét Marilynnel                                        | My Week with Marilyn                                         | Paula Strasberg     |
| 2010 | Agatha Christie: Poirot – Ellopott gyilkosság             | Agatha Christie: Poirot – Hallowe'en Party                   | Ariadne Oliver      |
| 2008 | Agatha Christie: Poirot – A harmadik lány                 | Agatha Christie: Poirot – Third Girl                         | Ariadne Oliver      |
| 2008 | Agatha Christie: Poirot – Mrs. McGinty halott             | Agatha Christie: Poirot – Mrs McGinty's Dead                 | Ariadne Oliver      |
| 2005 | A szégyen sivataga: Shakespeare és szonettjeinek rejtélye | A Waste of Shame: The Mystery of Shakespeare and His Sonnets | Pembroke hercegnője |
| 2005 | Agatha Christie: Poirot – Nyílt kártyákkal                | Poirot: Cards on the Table                                   | Ariadne Oliver      |
| 2005 | Gyilkosság meghirdetve                                    | Marple: A Murder Is Announced                                | Letitia Blacklock   |
| 2004 | A srácok és Az (Minden napra egy varázslat!)              | Five Children and It                                         | Martha              |
| 2001 | Adrian Mole kapucsínó évei                                | Adrian Mole: The Cappuccino Years                            | Tania Braithwaite   |
| 2001 | Harry Potter és a bölcsek köve                            | Harry Potter and Philosopher's Stone                         | Madame Hooch        |
| 2000 | Az én kis családom                                        | My Family                                                    | Susan Harper        |
| 2000 | Gormenghast                                               | Gormenghast                                                  | Clarice             |
| 1999 | Copperfield Dávid                                         | David Copperfield                                            | Miss Murdstone      |
| 1999 | A koboldok varázslatos legendája                          | The Magical Legend of the Leprechauns                        | Mary Muldoon        |
| 1997 | Oscar Wilde szerelmei                                     | Wilde                                                        | Ada Leverson        |
| 1997 | Érzelmek hullámain                                        | Swept from the Sea                                           | Mary Foster         |
| 1997 |                                                           | Prime Suspect                                                | Moyra Henson        |
| 1987 | Szegény kis gazdag lány                                   | Poor Little Rich Girl: The Barbara Hutton Story              | Jean                |

## Sorozatai
| Év        | Cím                | Eredeti cím     | Szerep           |
| --------- | ------------------ | --------------- | ---------------- |
| 2000-2011 | Az én kis családom | My Family       | Susan Harper     |
| 2005-2006 | Ki vagy, doki?     | Doctor Who      | Cassandra        |
| 2018-     | Britannia          | Britannia       | Antedia királynő |
| 2021-     | Árnyék és csont    | Shadow and bone | Baghra           |

## Díjak, jelölések
- BAFTA-díj (1998) – Legjobb női mellékszereplő jelölés – Oscar Wilde szerelmei (1997)

## Fordítás
- Ez a szócikk részben vagy egészben  a   Zoë Wanamaker című angol Wikipédia-szócikk ezen változatának fordításán alapul.  Az eredeti cikk szerkesztőit annak laptörténete sorolja fel. Ez a jelzés csupán a megfogalmazás eredetét és a szerzői jogokat jelzi, nem szolgál a cikkben szereplő információk forrásmegjelöléseként.